# Orden Bávara de Maximiliano para las ciencias y las artes
La Orden Bávara de Maximiliano para las ciencias y las artes (en alemán: Bayerischer Maximiliansorden für Wissenschaft und Kunst) se estableció por primera vez el 28 de noviembre de 1853 por el rey Maximiliano II. Se otorga para reconocer y recompensar logros excelentes y excepcionales en el campo de la ciencia y el arte. Desde 1933 en adelante (con el comienzo del régimen Nazi) la orden ya no fue otorgada, hasta 1980 cuando fue reinstalada por el entonces Ministro-Presidente del Estado Libre de Baviera Franz Josef Strauß . Joyeros de Múnich Hemmerle se han encargado de hacer la medalla desde 1905.

## Normas de la orden
La Orden de Maximiliano es preferentemente otorgada a científicos y artistas alemanes. No está restringida solo a los ciudadanos de Baviera. La orden fue instituida en una clase y dos secciones (ciencia y arte). El número de miembros vivos de la Orden no puede ser nunca superior a 100.